# Indiana Jones and the Last Crusade (soundtrack)
Indiana Jones and the Last Crusade (Original Motion Picture Soundtrack) is de originele soundtrack, gecomponeerd en gedirigeerd door John Williams voor de film Indiana Jones and the Last Crusade uit 1989 van Steven Spielberg. Het album werd uitgebracht in 1989 door Warner Records.
De partituur werd uitgevoerd door het orkest Hollywood Studio Symphony. Het album werd opgenomen door Dan Wallin, bewerkt door Ken Wannberg en opgenomen in de Lorimar Studios in Culver City.

## Tracklijst
| 1.                 | Indy's Very First Adventure          | 8:14  |
| 2.                 | X Marks The Spot                     | 3:12  |
| 3.                 | Scherzo for Motorcycle and Orchestra | 3:54  |
| 4.                 | Ah, Rats!!!                          | 3:41  |
| 5.                 | Escape from Venice                   | 4:25  |
| 6.                 | No Ticket                            | 2:46  |
| 7.                 | The Keeper of the Grail              | 3:24  |
| 8.                 | Keeping Up with the Joneses          | 3:38  |
| 9.                 | Brother of the Cruciform Sword       | 1:56  |
| 10.                | Belly of the Steel Beast             | 5:29  |
| 11.                | The Canyon of the Crescent Moon      | 4:18  |
| 12.                | The Penitent Man Will Pass           | 3:24  |
| 13.                | End Credits (Raiders March)          | 10:37 |
| Totale duur: 58:58 |                                      |       |

### Heruitgave van Concord Records
De soundtrack werd in 2008 uitgebracht door Concord Records in een vorm van een boxset. De set bevat de originele soundtracks van de filmreeks, uitgebreid en geremasterd, inclusief materiaal dat nog nooit eerder op cd is verschenen.

| 1.                 | Indy's Very First Adventure          | 12:00 |
| 2.                 | The Boat Scene                       | 2:22  |
| 3.                 | X Marks the Spot                     | 3:11  |
| 4.                 | Ah, Rats!!!                          | 3:40  |
| 5.                 | Escape from Venice                   | 4:22  |
| 6.                 | Journey to Austria                   | 0:38  |
| 7.                 | Father and Son Reunited              | 1:48  |
| 8.                 | The Austrian Way                     | 2:39  |
| 9.                 | Scherzo for Motorcycle and Orchestra | 3:53  |
| 10.                | Alarm!                               | 3:06  |
| 11.                | No Ticket                            | 2:45  |
| 12.                | Keeping Up with the Joneses          | 3:37  |
| 13.                | Brother of the Cruciform Sword       | 1:56  |
| 14.                | On the Tank                          | 3:38  |
| 15.                | Belly of the Steel Beast             | 5:28  |
| 16.                | The Canyon of the Crescent Moon      | 4:17  |
| 17.                | The Penitent Man Will Pass           | 3:23  |
| 18.                | The Keeper of the Grail              | 3:23  |
| 19.                | Finale & End Credits                 | 10:39 |
| Totale duur: 76:45 |                                      |       |

## Hitnoteringen

### NPO Klassiek Filmmuziek Top 200
| Als Indiana Jones in de NPO Klassiek Filmmuziek Top 200 | Als Indiana Jones in de NPO Klassiek Filmmuziek Top 200 | Als Indiana Jones in de NPO Klassiek Filmmuziek Top 200 | Als Indiana Jones in de NPO Klassiek Filmmuziek Top 200 | Als Indiana Jones in de NPO Klassiek Filmmuziek Top 200 | Als Indiana Jones in de NPO Klassiek Filmmuziek Top 200 | Als Indiana Jones in de NPO Klassiek Filmmuziek Top 200 | Als Indiana Jones in de NPO Klassiek Filmmuziek Top 200 | Als Indiana Jones in de NPO Klassiek Filmmuziek Top 200 | Als Indiana Jones in de NPO Klassiek Filmmuziek Top 200 |
| Jaar                                                    | 2017                                                    | 2018                                                    | 2019                                                    | 2020                                                    | 2021                                                    | 2022                                                    | 2023                                                    | 2024                                                    | 2025                                                    |
| ------------------------------------------------------- | ------------------------------------------------------- | ------------------------------------------------------- | ------------------------------------------------------- | ------------------------------------------------------- | ------------------------------------------------------- | ------------------------------------------------------- | ------------------------------------------------------- | ------------------------------------------------------- | ------------------------------------------------------- |
| Positie                                                 | 29                                                      | 16                                                      | 10                                                      | 19                                                      | 16                                                      | 15                                                      | 17                                                      | 19                                                      | 19                                                      |